# Sthulaśarira
Sthulaśarira (trl. sthūlaśarIra „ciało fizyczne”) – powłoka istoty ludzkiej, zbudowana z materii fizycznej pięciu żywiołów
Jest nietrwałe, jego życie trwa tylko jedno wcielenie, dopóki przebywa w nim jaźń.
Odpowiada mu stan świadomości na jawie. Posiada zdolności percepcji zmysłowej poprzez narządy zmysłów dźńanendrija i działań poprzez narządy karmendrija, należące do sukszmaśarira.

## Ajurweda
Zgodnie z ajurwedą, wymienia się (Adi Śankara, Swami Muktananda Paramahansa) następujące siedem składników (dhatu) ciała fizycznego:
1. płyn limfatyczny
2. krew
3. mięso
4. tłuszcz
5. kości
6. szpik
7. płyn nasienny

## Gorakszanath
Andrzej Wierciński w komentarzu
do poematu „Gorakszawidźaja” z tantrycznej tradycji nathów, wskazuje następujące siedem substancji cielesnych, określając je zbiorczym terminem siedem ciał – saptasarira:
1. mleko (lub skóra)
2. krew
3. mięśnie
4. tłuszcz
5. kości
6. szpik
7. nasienie